# Arras Flying Services Memorial
Arras Flying Services Memorial is een herdenkingsmonument gelegen in de Franse stad Arras (Pas-de-Calais). Het monument werd ontworpen door Edwin Lutyens en werd op 31 juli 1932 onthuld. Het bevindt zich binnen het terrein van de Britse militaire begraafplaats Faubourg d'Amiens Cemetery en herdenkt de 986 piloten van de Royal Naval Air Service, het Royal Flying Corps, het Australian Flying Corps en de Royal Air Force die sneuvelden tijdens de Eerste Wereldoorlog en die geen gekend graf hebben.
Het monument bestaat uit een vierkante zuil op een sokkel. Boven op de zuil staat een wereldbol omkranst met een lint en vogels. Op de vier zijden staan de symbolen van de verschillende luchtmachtcorpsen, de schilden van de deelnemende landen en de namen van de vermisten.

## Onderscheidingen
- Edward Mannock,[1] majoor bij de Royal Air Force werd onderscheiden met het Victoria Cross, driemaal met de Distinguised Service Order en tweemaal met het de Military Medal (VC, DSO and 2 Bars, MC and Bar).
- Lanoe George Hawker, majoor bij het Royal Flying Corps, werd onderscheiden met het Victoria Cross en de Distinguised Service Order (VC, DSO).
- kapitein George Alec Parker, luitenant Arthur Percival Foley Rhys Davids en onderluitenant Alfred Seymour Shepherd werden onderscheiden met de Distinguised Service Order en het Military Cross (DSO, MC).
- de onderluitenants Henry Cope Evans, Patrick Anthony Laugan Byrne en John Joseph Malone werden onderscheiden met de Distinguised Service Order (DSO).
- de kapiteins William Walker, Gordon Budd Irving, William Fulton Gleghorn William Otway Boger en de luitenants Cedric George Edwards en Osborn John Orr ontvingen het Distinguished Flying Cross (DFC).      Kapitein Samuel Frederick Henry Thompson ontving ook nog het Military Cross (DFC, MC).
- kapitein John Roy Allan, vluchtleider Frederick Carr Armstrong, luitenant Thomas Grey Culling en onderluitenant Ellis Vair Reid werden onderscheiden met het Distinguished Service Cross (DSC). Vluchtleider Guy William Price ontving deze onderscheiding tweemaal (DSC and Bar).
- nog 50 militairen ontvingen het Military Cross (MC), 5 de Distinguished Conduct Medal (DCM) en 7 de Military Medal (MM).